# Organisatiestructuur
Organisatiestructuur is de wijze waarop taken binnen een organisatie zijn verdeeld en de wijze waarop vervolgens afstemming tussen deeltaken tot stand is gebracht. Het heeft dus te maken met de verdeling van activiteiten over afdelingen en de taken van de werknemers. De organisatiekunde is de theorie van het opzetten van organisaties. De organisatiestructuur kan in kaart worden gebracht met een organisatieschema.

## Algemeen
De organisatiestructuur dient als hulpmiddel voor een organisatie om de door haar gestelde doelen te bereiken. Het vraagstuk van wat de juiste organisatiestructuur is speelt met name in grote organisaties, waar zaken als taakverdeling, verdeling van verantwoordelijkheden en van bevoegdheden en daarmee samenhangend over het coördineren van die taken en verantwoordelijkheden van groot belang zijn.
Om zo'n verdeling tot stand te brengen is het noodzakelijk om een stabiele structuur te creëren. Dat wordt bereikt door afdelingen te vormen: departementalisatie. Herbert Simon geeft een tweetal decompositiecriteria voor de departementalisatie:
- de communicatie binnen de delen moet groter zijn dan die tussen de delen onderling (hoe autonomer de groep des te lager de coördinatiekosten)
- gelijke taken moeten in eigen functionele groepen worden ondergebracht

Het ontwerpen van organisaties kan ook anders beschreven worden, bijvoorbeeld met de theorieën van Mathieu Weggeman. Weggeman maakt een onderscheid naar een zestal ontwerpvariabelen voor een organisatiestructuur:
- structuur
- cultuur
- systemen
- strategie
- managementstijl
- personeel

Al deze categorieën moeten meegenomen worden in beslissingen over de organisatiestructuur

## Organisatieontwerp
Organisatieontwerp betreft de keuze om een organisatie op een bepaalde manier in te delen. Is de organisatiestructuur eenmaal opgezet, dan kan deze structuur worden beoordeeld en beschreven. Naar organisatiestructuren kan worden gekeken vanuit verschillende gezichtspunten:
- Organisatievormen
- Organisatiedelen
- Organisatietypen

### Organisatievormen
Er bestaan verschillende soorten formele organisatievormen. Dit betreft enerzijds de invulling van de personele structuur, anderzijds ook de organisatie van de productie. 
- Lijnorganisatie: de eenvoudigste structuur, waarbij iedere medewerker één directe baas heeft (op de man of vrouw aan de top na). De baas heeft een x-aantal medewerkers, waarbij x dan de span of control is. Het aantal lagen tussen de werkvloer en de directeur is de depth of control
- Lijn-staforganisatie: binnen de lijnorganisatie wordt ruimte gemaakt op een hoger niveau voor een gespecialiseerde staffunctionaris, die wel op hoger niveau meediscussieert, maar geen beslissingsbevoegdheid heeft.
- Functionele organisatie: organisatievorm waarbij in de productie gelijksoortige bewerkingen bij elkaar zijn gebracht
- Productgerichte organisatie: organisatievorm waarbij de productie rond gelijksoortige producten is georganiseerd
- Geografische organisatiestructuur: organisatievorm waarbij de uitvoering naar geografische regio is opgedeeld
- Matrixorganisatie: organisatievorm die is opgedeeld naar verschillende gezichtspunten, bijvoorbeeld naar productgroep en ook naar geografische regio. Een medewerker heeft dan twee bazen, namelijk het hoofd van de productgroep én het hoofd van de geografische regio. In de top dient dan afgesproken te zijn wat de zeggenschap is van ieder van de bazen, welke terreinen die zeggenschap bestrijkt
- Projectorganisatie: organisatie van een project met projectmanagement
- Netwerkorganisatie: dit zijn met name organisaties met grote aantallen hooggekwalificeerde medewerkers, waarbij de strategie met name in de onderhandelingen vorm moet krijgen, zoals maatschappen

### Organisatiedelen
De theoreticus Henry Mintzberg onderscheidt in zijn Structures in Fives binnen een klassieke organisatiestructuur 5 basisonderdelen. Dit zijn:
- Uitvoerende kern: de werkvloer, de mensen die het eigenlijke werk in het bedrijf doen
- Strategische top: de directie, en in de grote multinationals niet alleen de top, maar ook de business-unit directies
- Ondersteunende diensten: diensten zoals personeelszaken en facilitair management
- Technostructuren: de planningsafdelingen, de afdelingen die de standaards voorschrijven
- Middenkader: de managementlagen onder de top en boven de werkvloer

Aan de hand van deze vijf onderdelen beschrijft Mintzberg 7 organisatievormen:
- Ondernemersorganisatie
- Machineorganisatie
- Professionele organisatie
- Gedivisionaliseerde organisatie
- Innovatieve organisatie
- Zendingsorganisatie
- Politieke organisatie

### Organisatietypen
In het algemeen wordt een viertal organisatietypen onderscheiden. Het betreft hier een typologie op basis van ervaring, de eigenschappen horen bij elkaar. Belangrijkste indelingscriterium is de positionering van de sturing / macht binnen de organisatie:
- Baas-gestuurd, eenvoudige organisaties: dit zijn met name de kleinere, jongere organisaties, aangestuurd door een oprichter met een sterk charisma. De organisatie steunt sterk op ideeën van haar oprichter
- Macht- en regelgestuurd: de grotere / grote bedrijven bestaan veelal langer, zijn gestuurd door macht, maar ook door de regels die door een grote staf opgesteld worden. Dit kunnen de grote logge bureaucratieën zijn
- Vraaggestuurde klantencratie: de macht- en regelgestuurde bedrijven kunnen ontwikkelen naar een model waar de klant / de markt de belangrijkste sturing geeft
- Professiegestuurde meritocratie: de vaak kleinere bedrijven waar de individuele beroepsbeoefenaar de belangrijkste sturing voor de organisatie levert

## Juridische organisatievormen
De organisatiestructuur van een bedrijf staat in principe los van de juridische structuur, die bepaald wordt door de rechtsvorm van het bedrijf. De simpelste rechtsvorm is het eenmansbedrijf. Een bedrijf kan ook uit één of meerdere vennootschappen bestaan. Ieder van de types heeft bepaalde rechten en plichten. In de wet is bijvoorbeeld de aansprakelijkheid vastgelegd evenals de verplichting om al dan niet de jaarresultaten te moeten publiceren.